# 喜八洲総本舗
株式会社喜八洲総本舗（きやすそうほんぽ）は、大阪府大阪市淀川区に本店を置く和菓子メーカー。

## 概要
1948年（昭和23年）に十三で創業し、十三の本店の他、大阪府内を中心に店舗を展開している。 屋号「喜八洲」の由来は「菓子業により八洲（日本中）の皆様に喜んでいただこう」との想いから、とのことである。
みたらし団子と酒饅頭は、「大阪産（もん）名品」に選ばれている。
2021年（令和3年）7月には、東海キヨスクがみたらし団子を東海道新幹線で新大阪駅から東京駅に運び、東京駅で販売する試みを実施した。

## 主な商品
みたらし団子は注文を受けてから店頭で焼いて、タレをつけて提供している。
- みたらし団子
- 酒饅頭
- きんつば

## 事業所・店舗
- 本店 - 大阪市淀川区十三本町1丁目4番2号
- 千里中央店 - 千里中央イオンSENRITO専門館1階
- 伊丹空港店 - 大阪国際空港ターミナルビル　北ターミナル2階
- JR新大阪駅店 - JR新大阪駅構内3階エキマルシェ新大阪[11]
- 阪急十三駅構内店 - 阪急十三駅2号神戸線・3号宝塚線プラットホーム中央
- 梅田大丸店 - 大丸梅田店B1菓子売場
- 大阪高島屋 - 難波高島屋百貨店B1和菓子売場
- 庄内店 - 2023年5月12日より臨時休業
- 近鉄あべのハルカス店 - あべのハルカス近鉄本店タワー館B1
- イオンモール伊丹店 - イオンモール伊丹1Fスカイコート内
- JR新大阪駅東店 - JR新大阪駅新幹線構内 GIFT STATION 特選おみやげ売場
- JR新大阪駅西店 - JR新大阪駅西側3Fアントレマルシェ内
- 曽根崎店 - 2022年5月1日閉店
- 阪急池田駅店 - 2022年7月31日閉店